# Resolució 1033 del Consell de Seguretat de les Nacions Unides
La Resolució 1033 del Consell de Seguretat de les Nacions Unides, adoptada per unanimitat el 19 de desembre de 1995, després de reafirmar totes les resolucions prèvies sobre el Sàhara Occidental, el Consell va examinar el referèndum per l'autodeterminació de la població del Sàhara Occidental i la finalització del procés d'identificació.
Després de rebre un informe del secretari general Boutros Boutros-Ghali de conformitat amb la Resolució 1017 (1995), el Consell va destacar la necessitat de que s'avanci en l'aplicació del pla de Regularització que havia estat acceptat per Marroc i el Polisario, i reiterava el seu compromís amb la celebració d'un referèndum. Es va observar també que la Comissió d'Identificació només podria fer el seu treball amb la plena confiança d'ambdues parts amb seny i integritat.
El Consell de Seguretat va donar la benvinguda als esforços del secretari general per accelerar i completar el procés d'identificació, i també les seves consultes amb ambdues parts, amb l'objectiu de resoldre les seves diferències que retarden la finalització del procés. Es va demanar un informe de les consultes assenyalant que, en el cas d'un acord, la Missió de Nacions Unides pel Referèndum al Sàhara Occidental (MINURSO) es podria retirar. Es va instar ambdues parts a cooperar-hi.